# 哈伦
哈伦（荷蘭語：Halen，荷蘭語發音：[ˈɦaːlə(n)] ⓘ）是比利时弗拉芒大區林堡省哈瑟爾特區的一座城市，北西南三面与弗拉芒布拉班特省接壤，通行荷蘭語，是弗拉芒社群的一部分，面积36.29平方千米，人口9,461人（2018年1月1日）。